# Museo Mumin

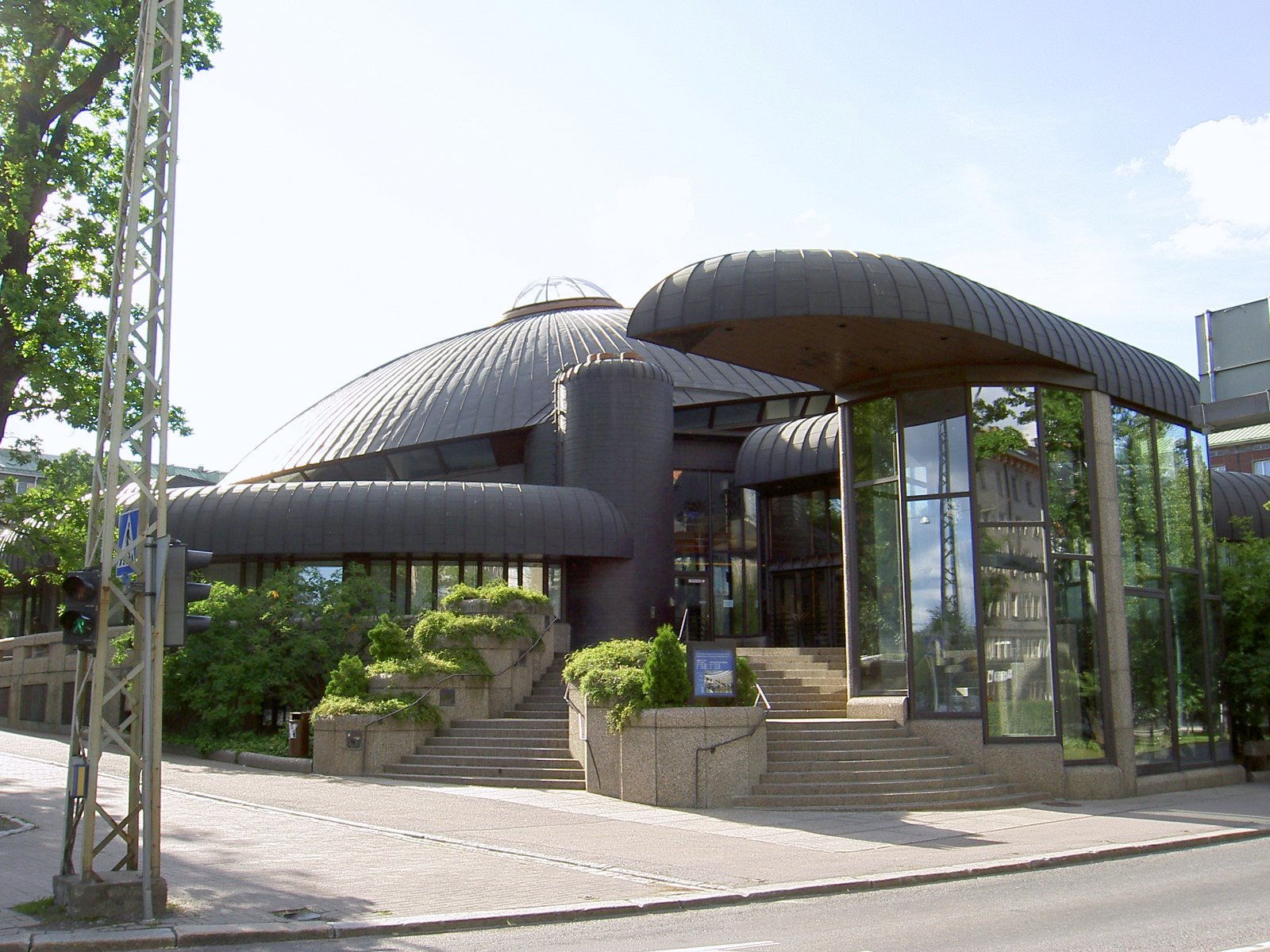
El Museo Mumin estuvo ubicado en el Edificio Metso de la biblioteca de la ciudad de Tampere hasta diciembre de 2012.

Una estatua de Mumin fuera de la biblioteca de la ciudad de Tampere Metso

El Museo Mumin (en sueco: Muminmuseet, en finés: Muumimuseo, anteriormente llamado Valle de los Mumin) está situado en la ciudad de Tampere, Finlandia. En el Museo Mumin se exponen ilustraciones de Tove Jansson, la creadora de los personajes Mumin, 40 miniaturas, cuadros sobre los acontecimientos de los Mumin y una pequeña Casa Mumin de 2,5 metros de altura. Se presentan alrededor de 2 000 objetos en exhibición. También se muestra el contenido multimedia original del Valle de los Mumin. La Tienda Mumin vende artículos de regalo y la Biblioteca Mumin ofrece libros Mumin en diferentes idiomas.

## Historia
La Casa Mumis, una casa en miniatura azul de cinco pisos fue construida por Tuulikki Pietilä, Pentti Eistola y Tove Jansson a fines de la década de 1970. La idea original era hacerlo redonda, como Jansson siempre la describió en sus ilustraciones para las historias de los Mumin, pero como iba a ser expuesta en un rincón en la Bienal de ilustraciones de Bratislava en 1979, decidieron hacerla cuadrada en su lugar. No se hicieron planos, la casa se construyó libremente, piso por piso. No sigue ningún estilo arquitectónico en particular, sino que está influenciada por muchos estilos diferentes. La planta baja fue dibujada por el hermano de Tuulikki Pietilä, el arquitecto Reima Pietilä. En un principio, se planeó una gira mundial para la casa después de la bienal de 1979, pero finalmente se fue de gira solo por los países nórdicos en 1980-83. Luego se llevó al estudio de Jansson ya que necesitaba algunas reparaciones después de la gira. Se expuso nuevamente en el Museo de Arte de Tampere en 1986 antes de obtener su ubicación permanente en el nuevo Museo Mumin, donde se exhibe desde 1987. Las fotos de la Casa Mumin sirven como ilustraciones en Un invitado no deseado, el último de los cuatro libros ilustrados de Jansson sobre Valle de los Mumin.

## Ubicación
Hasta finales de 2012, el Museo Mumin estuvo en el sótano del edificio Metso de la Biblioteca municipal. En diciembre de 2012, el museo se trasladó al sótano del Museo de Arte de Tampere. Durante la mudanza, se exhibió una pequeña colección de ilustraciones de Mumin de Tove Jansson en el Centro del Museo Vapriikki. El Valle de los Mumin, completamente renovado, abrió sus puertas el 2 de enero de 2013. La estatua de Mumin en el exterior del edificio de Metso permaneció en su lugar. En 2016, el museo se mudó a Tampere-talo, el auditorio de Tampere, y pasó a llamarse Museo Mumin. La estatua de Mumin también se trasladó a su nuevo lugar. El museo abrió en junio de 2017.

## Colección
La colección cuenta con más de 2000 obras donadas por Tove Jansson al museo, entre ellas, sus ilustraciones originales de los Mumin, y obras interactivas Sombrero del mago en el que los niños visitantes se puede trepar.
Se realizan exposiciones permanentes y temporales.
Además, el museo cuenta con una biblioteca y sala de lectura Mumin con libros en 30 idioma, y una tienda. Las postales de Mumin que se compran allí y se envían desde Tampere tendrán el matasellos especial del Museo Mumin.